# Turritopsis rubra
Turritopsis rubra är en nässeldjursart som beskrevs av John Keith Marshall Lang Farquhar 1895. Turritopsis rubra ingår i släktet Turritopsis och familjen Oceanidae. Inga underarter finns listade i Catalogue of Life.